# Asesinato de Alireza Fazeli Monfared
El 4 de mayo de 2021 el iraní Alireza Fazeli Monfared fue asesinado por su medio hermano y dos de sus primos al enterarse de que Fazeli era homosexual y planeaba huir a Turquía como refugiado para reunirse con su novio. La noticia de su asesinato generó una gran cobertura on-line y mensajes de activistas y celebridades para desafiar la homofobia en Irán.

## Alireza Fazeli Monfared
Ali "Alireza" Fazeli Monfared (2 de enero de 2001 – 4 de mayo de 2021) fue un ciudadano iraní que había sufrido acoso por parte de su familia por su forma de vestir y de comportarse; estos hechos fueron denunciados por el propio Monfared a través de sus redes sociales, por lo que planeó huir de Irán y refurgiarse en Turquía. Posteriormente fue eximido del servicio militar obligatorio de dos años por "depravaciones morales y sexuales como ser homosexual". Estos hechos fueron descubiertos por los familiares al abrir una carta enviada a Fazeli por la Oficina de Conscripción de Irán donde se detallaba la información de su exoneración. Las leyes militares de Irán eximen a los colectivos LGTBIs del servicio militar obligatorio, y se conoce que Fazeli Monfared planeaba trasladarse a Turquía y buscar asilo después de recibir su exención del servicio militar.

## Asesinato
Según el relato de un amigo de Fazeli que relató los hechos a IranWire, a las 19:00 (hora local), tras una llamada telefónica con su madre, su medio hermano llevó al joven a las afueras de la ciudad de Ahvaz, en el pueblo de Borumi, con la excusa de que su padre necesitaba verle. Allí, sus familiares lo asesinaron a golpes y luego lo decapitaron, arrojando el cadáver junto a un árbol. Al día siguiente, llamaron la madre de Fazeli para comunicarle la ubicación del cuerpo sin vida de su hijo. Tras enterarse de lo sucedido, fue hospitalizada. Los familiares que habrían cometido el asesinato fueron arrestados por la policía.

## Respuesta
Activistas y celebridades, incluyendo la cantante estadounidense Demi Lovato, publicaron en redes sociales sobre el asesinato para concienciar sobre la homofobia en Irán. La activista LGBT Iraní Masih Alinejad, que vive en los Estados Unidos, dijo a Insider que "Fui a mirar su página y descubrí que estaba tan lleno de vida. Inmediatamente, publiqué sobre su muerte en mis redes sociales y se volvió viral. Ojalá hubiera recibido este tipo de atención mientras estaba vivo".
Muchos iraníes de los colectivos LGBT filmaron en secreto videos caminando con sus parejas y exhibiendo banderas de arcoíris para protestar contra el asesinato. La organización de derechos humanos Amnistía Internacional pidió una investigación completa sobre el asesinato y la revocación de las leyes anti-gay iraníes.
La ley militar anti-LGBT de Irán ha sido considerada culpable de este asesinato.